# Detroit, Grand Haven and Milwaukee Railway
Le Detroit, Grand Haven and Milwaukee Railway (DGH&M) était un chemin de fer américain de classe I en activité dans le Michigan.

## Les prédécesseurs
Le Detroit and Pontiac Railroad, fut l'un des tout premier chemin de fer enregistré dans le Michigan en 1834, pour relier ces 2 villes. Après 4 ans de travaux, le D&P ne disposait que de 19 km au départ de Detroit. Il fallut attendre 1843 pour qu'il arrivât à Pontiac. Le 21 avril 1855, le D&P se consolida avec l'Oakland and Ottawa Rail Road pour constituer le Detroit and Milwaukee Railway. 

## Les compagnies canadiennes
Incapable de payer ses dettes, le Detroit and Milwaukee passa sous le contrôle financier de la compagnie canadienne de l'Ontario Great Western Railway (1853-1882) en 1860. Mais le Detroit and Milwaukee ne put éviter d'être mis en redressement judiciaire en 1875. Le Great Western Railway en profita pour le racheter et éponger ses dettes en 1878; cette réorganisation permit la création du Detroit, Grand Haven and Milwaukee Railway.
Cette nouvelle compagnie avait une ligne de 304 km qui reliait Détroit à Grand Haven, sur la rive est du Lac Michigan.
En août 1882, le Great Western Railway fut racheté par le Grand Trunk Railway (GTR).
Le GTR, créé en 1852, avait un réseau qui desservait le Canada (Québec et Ontario), et les États-Unis (Connecticut, Maine, Massachusetts, New Hampshire, et Vermont). Il était organisé en 3 grosses filiales:
- Le Central Vermont Railway (Québec, Vermont, Massachusetts, et Connecticut)
- Le Grand Trunk Western Lines, ou Grand Trunk Railway System (Michigan, Indiana, et Illinois)
- Le Grand Trunk Pacific Railway (Manitoba, Saskatchewan, Alberta, et British Columbia)

Le GTR disparu en 1923, lorsqu'il fut amalgamé au Canadian National Railway.
Le 1er novembre 1928, le Canadien National décida de créer le Grand Trunk Western Railroad, en fusionnant ses nombreuses filiales dans le Michigan, l'Indiana et l'Illinois, composées par: 
- le Grand Trunk Western Railway
- le Bay City Terminal Railway
- le Chicago, Detroit and Canada Grand Trunk Junction Railroad
- le Chicago and Kalamazoo Terminal Railroad
- le Detroit, Grand Haven and Milwaukee Railway
- le Detroit and Huron Railway
- le Grand Rapids Terminal Railroad
- le Michigan Air Line Railway
- le Pontiac, Oxford and Northern Railroad
- le Toledo, Saginaw and Muskegon Railway

Le DGH&M disparut ainsi dans ce dédale de filiales canadiennes.  

## Traduction
- (en) Cet article est partiellement ou en totalité issu de l’article de Wikipédia en anglais intitulé « Detroit, Grand Haven and Milwaukee Railway » (voir la liste des auteurs).